# Dave Greenfield
David Paul Greenfield (Brighton, 29 maart 1949 – 3 mei 2020) was een Engelse toetsenist, zanger en songwriter, sinds 1975 in de Britse rockband The Stranglers die eind jaren 70 opkwam met de punk, bekend werd door No More Heroes en zich daarna met een eigen sound handhaafde, onder meer met de hit Golden Brown in 1981. Dat laatste nummer dankt zijn bekendheid mede aan het typerende klavecimbelspel van Greenfield.

## Levensloop
Greenflied werd geboren in de Britse badplaats Brighton. Voorafgaand aan de Stranglers speelde Greenfield in de plaatselijke progressieve rockband Rusty Butler.
Zijn markante geluid en speelstijl, vooral op het Stranglers-debuutalbum Rattus Norvegicus in 1977, zijn vaak vergeleken met die van Ray Manzarek van The Doors.
Greenfield stierf op 3 mei 2020 op 71-jarige leeftijd, na een langdurig verblijf in het ziekenhuis wegens hartproblemen, waarbij hij tevens positief was getest op COVID-19. Op dat moment stonden er nog optredens van de nog steeds actieve Stranglers in binnen- en buitenland gepland, waaronder de aangekondigde afscheidstournee Final Full UK Tour 2020, waarvan diverse optredens in het najaar reeds waren uitverkocht.

## Muzikale stijl en uitrusting
Greenfields geluid en speelstijl, vooral op het debuutalbum Rattus Norvegicus van The Stranglers, is vergeleken met die van Ray Manzarek van The Doors. De vergelijking werd zelfs gemaakt bij de oprichting van de Stranglers door Jean-Jacques Burnel, die zei dat Greenfield toen nog nooit van de Doors had gehoord. Greenfield gaf toe dat hij een paar nummers van de Doors kende, namelijk "Light My Fire" en "Riders on the Storm". Hij noemde echter het werk van Rick Wakeman van Yes en Jon Lord van Deep Purple als zijn vroege invloeden. Hij stond ook bekend om zijn kenmerkende stijl van snelle arpeggio's spelen. Zijn kenmerkende geluid op de vroege Stranglers opnames bestond uit het gebruik van Hohner Cembalet (model N), Hammond L-100 elektrisch orgel, een Minimoog synthesizer en later een Oberheim OB-Xa. 
Greenfield schreef een stuk wals-tijd klavecimbel muziek tijdens de opnames voor The Meninblack, dat werd weggegooid door andere leden van The Stranglers, maar werd later bewerkt tot hun grootste hit "Golden Brown", met tekst van Hugh Cornwell en muziek van Greenfield en Jet Black, hoewel de band zelf dit in eerste instantie niet zag als een potentiële single. Naast het succes in de hitlijsten won het nummer ook een Ivor Novello award. 

## Albums
- Fire and Water (Ecoutez Vos Murs) (1983) - met Jean-Jacques Burnel

- Bibliothèque nationale de France: cb13894692x (data)
- International Standard Name Identifier: 0000 0000 4014 8705
- Library of Congress Control Number: no98039445
- MusicBrainz: 7a1ecf20-9aa0-4cce-b90f-fe9543acc524
- Istituto Centrale per il Catalogo Unico: DDSV220373
- Virtual International Authority File: 14958348